# Giuseppe Callegari

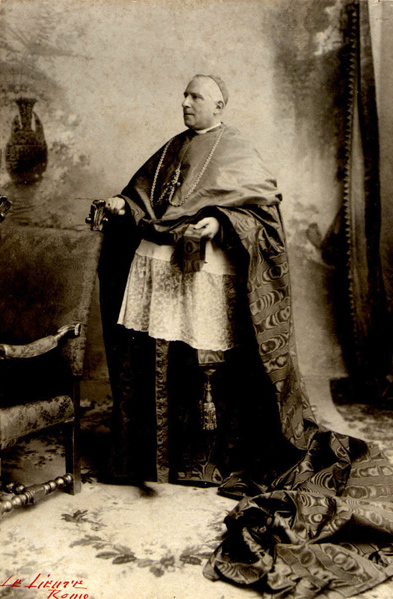
Kardinal Giuseppe Callegari

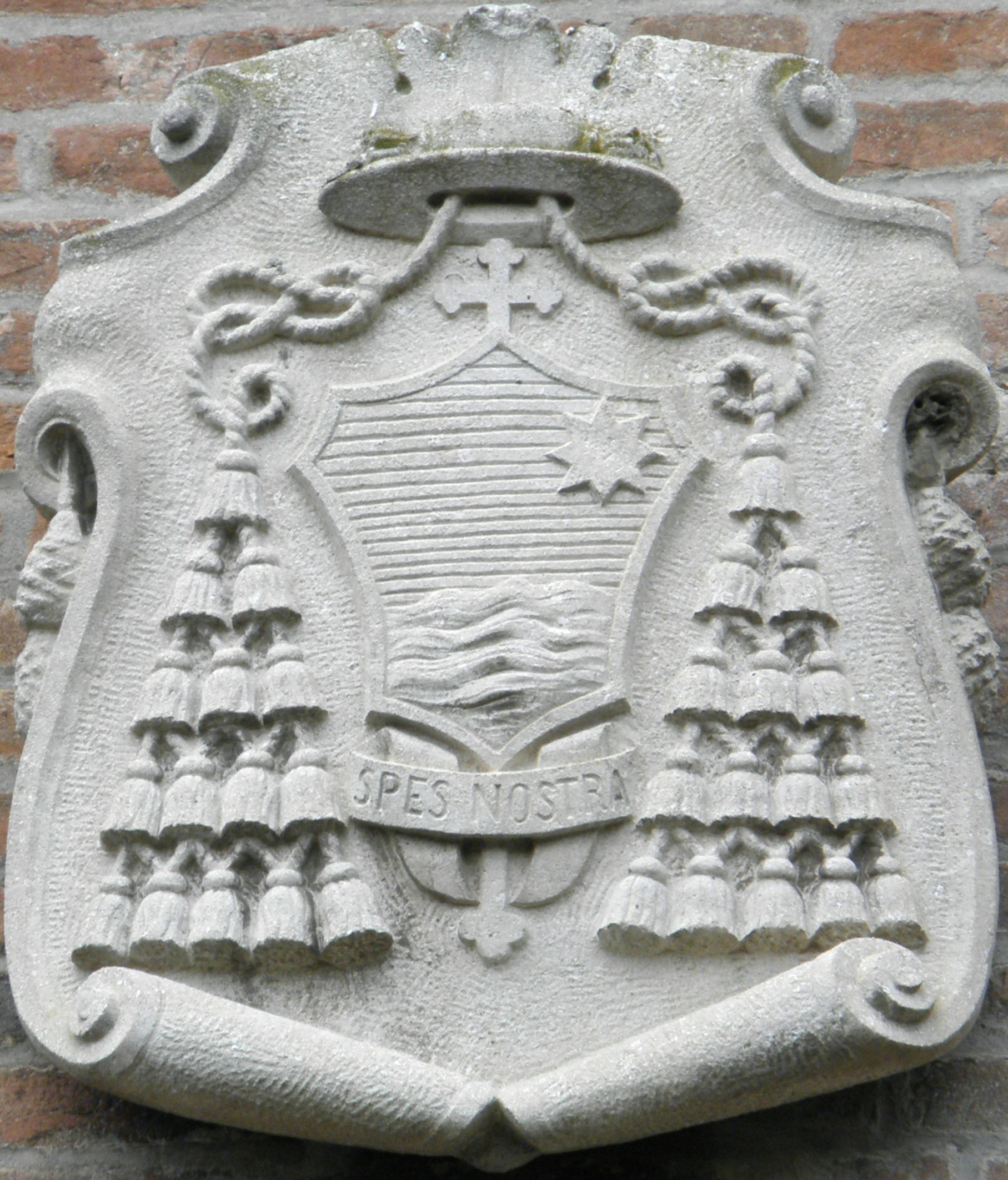
Kardinalswappen (Palazzo Perolari-Malmignati, Lendinara)

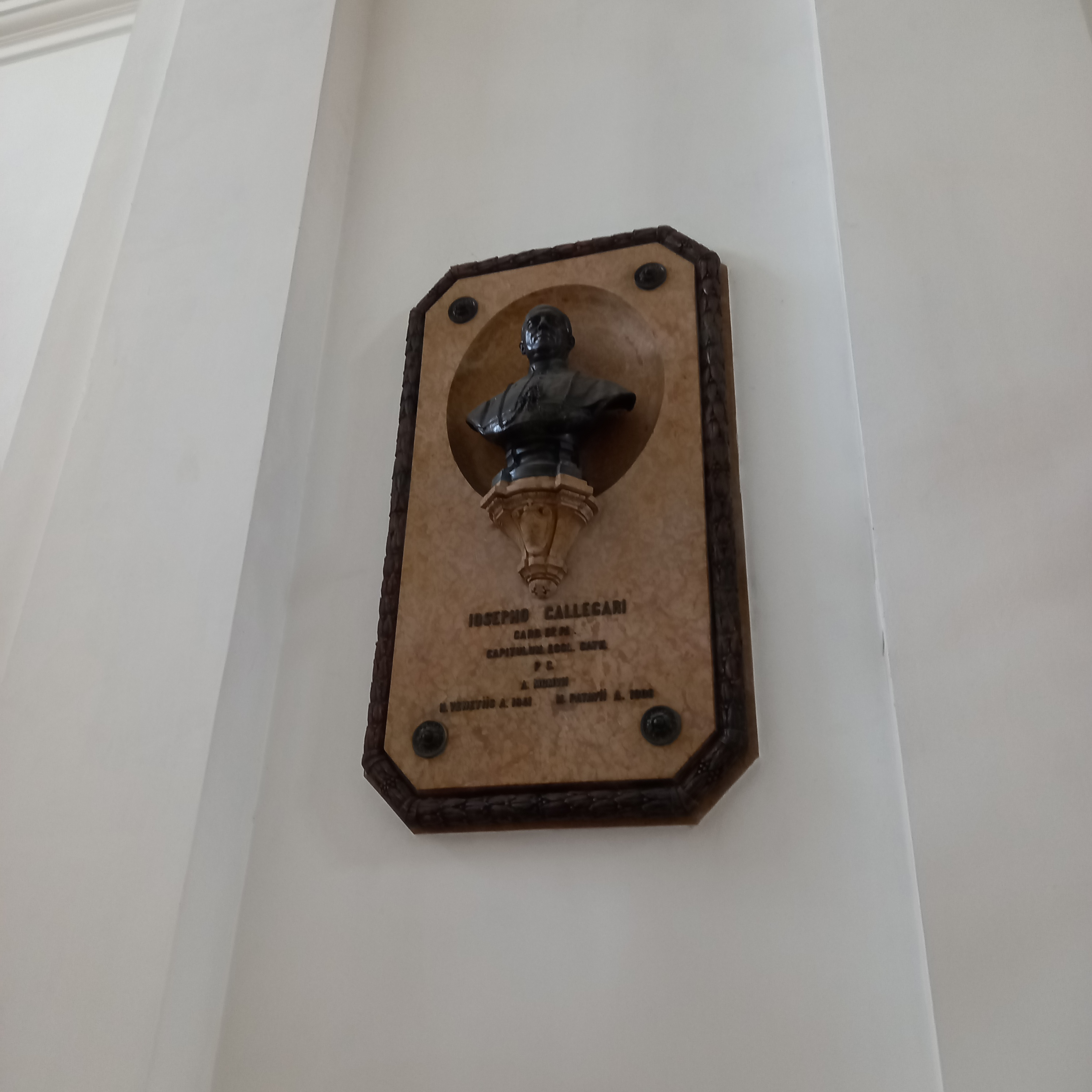
Das Grab von Giuseppe Callegari in der Kathedrale von Padua

Giuseppe Kardinal Callegari (* 4. November 1841 in Venedig, Italien; † 14. April 1906 in Padua) war Bischof von Padua.

## Leben
Giuseppe Callegari studierte an der Universität Venedig die Fächer Philosophie und Katholische Theologie. Er empfing am 26. März 1864 das Sakrament der Priesterweihe und arbeitete anschließend als Professor für Moraltheologie am Patriarchalen Seminar von Venedig sowie als Gemeindepriester. 1878 übernahm er zusätzlich die Aufgabe eines Beraters beim Diözesangerichtshof. Er verfasste zahlreiche Beiträge für die Zeitung „Il Veneto Cattolico“.
1880 ernannte ihn Papst Leo XIII. zum Bischof von Treviso. Die Bischofsweihe empfing er am 9. Mai desselben Jahres durch den Patriarchen von Venedig, Domenico Agostini. Mitkonsekratoren waren Giovanni Maria Berengo, Bischof von Mantua und Giuseppe Apollonio, Bischof von Adria. 1882 ernannte ihn Leo XIII. zum Päpstlichen Thronassistenten und zum Bischof von Padua. 1892 lehnte er die Berufung zum Patriarchen von Venedig ab und schlug stattdessen seinen langjährigen Freund Giuseppe Sarto, den späteren Papst Pius X. vor. Ab 1893 leitete Giuseppe Callegari als Präsident die Katholische Wissenschaftliche Gesellschaft Italiens. Papst Pius X. nahm ihn am 9. November 1903 als Kardinalpriester mit der Titelkirche Santa Maria in Cosmedin pro hac vice in das Kardinalskollegium auf. Giuseppe Kardinal Callegari starb am 14. April 1906 in Padua und wurde im dortigen Schrein von d’Arcella bestattet.